# Grafenegg
Grafenegg là một thị xã thuộc huyện Krems-Land trong bang Niederösterreich.